# Gerald Fauth
Gerald Fauth (* 1959 in Dresden) ist ein deutscher Pianist und Hochschullehrer. Seit 2001 ist er Professor für Klavier und Kammermusik an der Hochschule für Musik und Theater „Felix Mendelssohn Bartholdy“ Leipzig und seit 2020 deren Rektor.

## Leben
Gerald Fauth besuchte von 1972 bis 1977 die Dresdner Spezialschule für Musik, wo er bei Wolfgang Plehn Klavierunterricht erhielt. Von 1977 bis 1983 studierte er bei Amadeus Webersinke an der Hochschule für Musik Carl Maria von Weber Dresden. Ein postgraduales Studium am Moskauer Konservatorium bei Michail Pletnjow und Lew Wlassenko schloss sich an. Von 1987 bis 1990 war er Meisterschüler von Dieter Zechlin an der Akademie der Künste Berlin.
Als Solist spielte Fauth u. a. mit der Staatskapelle Berlin, dem Leipziger Gewandhausorchester, der Dresdner Philharmonie und dem Berliner Sinfonie-Orchester. Als Gründungsmitglied des Trio Ex Aequo trat er mit diesem zwischen 1987 und 2014 regelmäßig auf, zuletzt mit dem Geiger Matthias Wollong und dem Cellisten Matthias Moosdorf. Mit der Geigerin Katrin Scholz konzertierte er langjährig bei zahlreichen Festivals.
1992 wurde Fauth Professor für Klavier und Kammermusik an der Hochschule für Musik Hanns Eisler Berlin. Seit 2001 lehrt er als Professor für Klavier und Kammermusik an der Hochschule für Musik und Theater „Felix Mendelssohn Bartholdy“ Leipzig. Dort leitete er zunächst die Fachrichtung Klavier, als Prodekan die Fakultät I; ab 2015 war er Prorektor für Lehre und Studium, seit September 2020 ist er Rektor  der Hochschule. Er war bis 2020 außerdem Co-Direktor der seit 2012 in zweijährigem Turnus an der Musikhochschule Leipzig durchgeführten Internationalen Mendelssohn-Akademie, die er zusammen mit Christian A. Pohl gründete.
Fauth wirkt zudem als Dozent bei Meisterkursen im In- und Ausland. Er war auch als Juror bei nationalen und internationalen Wettbewerben tätig, so in den Jahren 2014 und 2018 als Vorsitzender der Klavier-Jury des Johann-Sebastian-Bach-Wettbewerbs. Zwischen 2005 und 2009 war er künstlerischer Leiter des Leipziger EuroArts-Festivals, einer Sommerakademie für junge Musiker.

## Auszeichnungen
- 1. Preis in der Kategorie Kammermusik beim Concurs Internacional de Música Maria Canals, Barcelona 1987 (zusammen mit Michael Sanderling)
- 1. Preis beim 8. Internationalen Johann-Sebastian-Bach-Wettbewerb, Leipzig 1988

## Aufnahmen (Auswahl)
- Sonaten für Cello und Klavier von Frédéric Chopin und Sergej Prokofieff, mit Michael Sanderling, 1994
- Show Pieces (Pablo de Sarasate, Camille Saint-Saëns, Ernest Chausson), 1995
- Johannes Brahms, Violin-Sonaten 1–3, mit Katrin Scholz, 1995
- César Franck/Ottorino Respighi, Violin-Sonaten, mit Katrin Scholz, 1999
- Spanish Dance für Violine und Klavier von Isaac Albéniz, Manuel de Falla, Enrique Granados, Fritz Kreisler, Maurice Ravel, Pablo de Sarasate und Rodion Schtschedrin, mit der Geigerin Katrin Scholz, 1999
- Einspielung von Stücken für Cello und Klavier von Frédéric Chopin, Claude Debussy, Jacques Ibert, Jules Massenet, Darius Milhaud, Maurice Ravel, Camille Saint-Saëns und Eric Satie, mit dem Cellisten Wolfgang Emanuel Schmidt, 2001
- Klaviermusik  von Fidelio F. Finke, 2004
- Beteiligung an der Einspielung von Arrangements von Orchestermusik Felix Mendelssohn Bartholdys, 2001–2007
- Johannes Brahms, Klaviertrios 1–3, Klarinettentrio, mit Karl Leister und den Mitgliedern des Trio Ex Aequo, 2008
- Ludwig van Beethoven, Klaviertrios op. 1.2, op. 70.1 und op. 121a, Trio Ex Aequo, 2015